# ميكا بريجينسكي
ميكا بريجينسكي (بالإنجليزية: Mika Brzezinski)، (ولدت في 2 مايو 1967)، هي كاتبة وصحفية ومقدمة برامج تلفزيونية امريكية. تقدم منذ عام 2007 برنامج الصباح الاخباري "Morning Joe"، في شبكة MSNBC, إلى جانب جو سكاربورو.

## خلفية
ولدت في نيو يورك وهي ابنة زبغنيو بريجينسكي، مفكر استراتيجي ومستشار للأمن القومي لدى الرئيس الأميركي جيمي كارتر، تخرجت من جامعة جورج تاون، وبدأت طريقها كمساعدة في شبكة  أي بي سي، ومن ثم عملت في عدد من الشبكات الأمريكية منها CBS، NBC وMSNBC ، كمراسلة اخبارية وكمقدمة برامج سياسية.
في العام 2001 غطت بشكل مباشر هجوم 11/9 وسقوط التوأمين في نيويورك، تدرجت في مهنتها ومناصبها حتى اختيرت عام 2007 لتقديم برنامج الاخبار الصباحي "Morning Joe" في شبكة MSNBC.
في الاعوام 2010 و2011 أصدرت كتابين هما الأول "All Things at Once"، والثاني "Knowing Your Value: Women, Money and Getting What You're Worth".
تعرف بريجينسكي بمواقفها الديمقراطية، وقد ارتبطت بالخطوبة العام 2017 مع زميلها في البرنامج :جو سكاربورو: وهو صحفي وعضو مجلس نواب سابق عن الحزب الجمهوري.

## مواجهة مع ترامب
في يونيو 2017، كان الزوج في مركز تراشق كلامي ومشادة اعلامية مع الرئيس الامريكي دونالد ترامب، حيث كتب ترامب على حسابه التويتر:«ميكا المجنونة البليدة» وقال إنها «كانت تنزف بشدة بسبب عملية تجميل لوجهها» عندما زارت أحد منتجعاته خلال عطلة رأس السنة تتوسل للدخول. توالت ردود الفعل الغاضبة على تغريدة ترامب والتي اعتبرت مسيئة للنساء بشكل خاص. وردت ميكا في برنامجها انها تشكك بصحة ترامب العقلية.

## وصلات خارجية
- ميكا بريجينسكي على موقع IMDb (الإنجليزية)
- ميكا بريجينسكي على موقع إن إن دي بي (الإنجليزية)
- ميكا بريجينسكي على موقع قاعدة بيانات الفيلم (الإنجليزية)

الصفحة الرسمية لبرنامج "Morning Joe" في شبكة MSNBC
حساب ميكا بريجينسكي على التويتر